# Synima cordieriorum
Synima cordieriorum är en kinesträdsväxtart som först beskrevs av Ferdinand von Mueller, och fick sitt nu gällande namn av Ludwig Radlkofer. Synima cordieriorum ingår i släktet Synima och familjen kinesträdsväxter. Inga underarter finns listade i Catalogue of Life.